# Tamika Whitmore
Tamika Whitmore (* 5. Juni 1977 in Tupelo, Mississippi) ist eine US-amerikanische professionelle Basketball-Spielerin. Zurzeit spielt sie für die Connecticut Sun in der Women’s National Basketball Association.

## Karriere

### College
Tamika Whitmore spielte bis 1999 für das Damen-Basketballteam der University of Memphis. 1998 und 1999 wurde sie zum Conference USA player of the year ernannt. In ihrer Zeit am College erzielte sie insgesamt 2.488 Punkte, 952 Rebounds und 108 Blocks.

### Women’s National Basketball Association
Whitmore wurde im WNBA Draft 1999 von den New York Liberty an der 30. Stelle ausgewählt. Sie spielte insgesamt fünf Saisons für die Liberty. Ihre wahrscheinlich stärkste Saison in New York hatte sie in der Saison 2002, als sie in allen 32 Spielen von Beginn an spielte. Sie bekam in dieser Saison 30,5 Minuten Spielzeit pro Spiel und erzielte in dieser Zeit durchschnittlich 12,7 Punkte, 4,4 Rebounds und 1,3 Blocks. Damit stellte sie einen persönlichen Rekord in allen 4 Kategorien auf. Whitmore konnte auch sportliche Erfolge mit den Liberty feiern. Sie erreichte mit den Liberty 2000 und 2002 die WNBA-Finals, wo die Liberty immer klar mit 0:2 zuerst an den Houston Comets und dann an den Los Angeles Sparks scheiterten.
Nach der Saison 2003 unterzeichnete Whitmore einen Zweijahresvertrag bei den Los Angeles Sparks. Bei den Sparks war sie in der Saison 2004 nur Ersatzspielerin. Das wirkte sich dann auch auf ihre Statistik aus, sie bekam für ihre Verhältnisse wenig Spielzeit und erzielte deshalb auch nur 6,2 Punkte pro Spiel. In der Saison 2005 stand sie erstmals permanent in der Startformation der Sparks. In beiden Saisons mit den Sparks erreichte sie die Playoffs, wo die Sparks immer in den Conference Semifinals an den Sacramento Monarchs scheiterten.
Nach der Saison 2005 unterzeichnete sie bei den Indiana Fever. In der Saison 2006 spielte sie ihre bis jetzt beste Saison in der WNBA. Whitmore bekam 31,1 Minuten Spielzeit pro Spiel und erzielte in dieser Zeit durchschnittlich 15,5 Punkte, 4,9 Rebounds, 1,8 Assists und 1,4 Steals. Damit stellte sie einen neuen persönlichen Rekord in allen genannten Kategorien auf. In den Playoffs scheiterte sie mit den Fever bereits in den Conference Semifinals an den Shock. Im zweiten Spiel in dieser Serie erzielte sie 41 Punkte, was einen neuen WNBA Playoff Rekord in Punkten bedeutete. Zuvor hielt Lisa Leslie mit 35 Punkten den Rekord. In der Saison 2007 bekam sie nicht mehr so viel Spielzeit wie in der vorherigen Saison, dadurch fiel ihr Punkteschnitt in dieser Saison auf 10,9 Punkte pro Spiel. Trotzdem konnte sie mit 5 Rebounds pro Spiel einen neuen persönlichen Rekord aufstellen. In den Playoffs scheiterte sie mit den Fever wieder an den Shock. Dieses Mal in den Eastern Conference Finals.
Am 19. Februar 2008 wurde Whitmore samt einen Erstrunden-Pick im WNBA Draft 2008 zu den Connecticut Sun für Katie Douglas transferiert.